# Alfred Dickstein
Alfred Dickstein (ur. 1879, zm. w listopadzie 1939 w Warszawie) – polski architekt i grafik pochodzenia żydowskiego.

## Życiorys
Urodził się w rodzinie Samuela – matematyka, historyka sztuki i pedagoga, oraz Pauliny z d. Natanson. Miał młodszą siostrę – Julię (1881–1943). Jego stryjem był Szymon – przyrodnik i działacz socjalistyczny.
Ukończył Instytut Inżynierów Cywilnych w Petersburgu (obecnie Petersburski Państwowy Uniwersytet Architektoniczno-Budowlany). Po powrocie do Polski pracował jako architekt. Sporadycznie zajmował się również grafiką i publicystyką branżową. Należał do Koła Architektów w Warszawie. W 1926 wstąpił do nowo powołanego w stolicy Stowarzyszenia Architektów Polskich (SAP), które w 1934 weszło w skład utworzonego z kilku organizacji Stowarzyszenia Architektów Rzeczypospolitej Polskiej (SARP). Był członkiem Oddziału Warszawskiego SARP, w którego zarządzie zasiadał w latach 1933–1936. Wcześniej, bo w 1922 został członkiem komitetu założycielskiego czasopisma „Architektura i Budownictwo”.
Zginął w wypadku ulicznym w Warszawie w listopadzie 1939 już podczas okupacji niemieckiej Polski.

## Dokonania
- Gmach Zakładu Technicznego Telegrafów i Telefonów w Radomiu (1928)[4]

### Konkursy
- Projekt na powiększenie gmachu Stowarzyszenia Techników Polskich w Warszawie przy ul. Włodzimierskiej (1913) – II nagroda
- Projekt na ekslibris herbowy Biblioteki Uniwersytetu Warszawskiego (1916)[5]

## Wybrane publikacje
- O katedrach architektury na wydziale nauk i sztuk pięknych Uniwersytetu Królewskiego w Warszawie, „Przegląd Techniczny”, tom LVI, 1918[6]
- O profesorach architektury w dawnej wszechnicy wileńskiej (1920)[7]
- Piętnaście lat budownictwa pocztowo-telegraficznego, „Przegląd Teletechniczny”, zeszyt 11, 1933[8]

## Uwaga
1. ↑  Portal SARP – Pamięci architektów polskich – jako datę jego urodzin podaje 1883[1], natomiast w bazie Marka Minakowskiego – sejm-wielki.pl – widnieje rok 1879.